# Liste der Mitglieder der Deutschen Akademie der Naturforscher Leopoldina/1722
Die Liste der Mitglieder der Deutschen Akademie der Naturforscher Leopoldina für 1722 enthält alle Personen, die im Jahr 1722 zum Mitglied ernannt wurden. Insgesamt gab es sechs gewählte Mitglieder.

## Mitglieder
| Nr. | Name                      | Beiname       | Geboren       | Aufnahme | Gestorben     | Bild                        | Datenbank |
| --- | ------------------------- | ------------- | ------------- | -------- | ------------- | --------------------------- | --------- |
| 357 | Christian Trautmann       | Albumazar     | 24. Jan. 1678 | 28. Mai  | 10. Juli 1740 |                             | 2534      |
| 358 | Johann Andreas Planer     | Zeuxes        | 9. Aug. 1682  | 26. Jun. |               |                             | 6037      |
| 359 | Pietro Antonio Michelotti | Athenaeus II. |               | 25. Jul. | 1. Feb. 1740  |                             | 5659      |
| 360 | Johann Heinrich Linck     | Plinius III.  | Dez. 1674     | 20. Sep. | 29. Okt. 1734 | Johann Heinrich Linck d. Ä. | 4974      |
| 361 | Johann Christoph Schmidt  | Phaeton IV.   | 28. Jan. 1700 | 17. Dez. | 14. Sep. 1724 |                             | 6474      |
| 362 | Johann David Wogau        | Antylus       |               | 30. Dez. | 18. Apr. 1761 |                             | 7325      |